# اکسارو
اکسارو (انگلیسی: Exxaro) شرکت معدن در آفریقای جنوبی است، که در سال ۲۰۰۶ توسط کومبا آیرون تأسیس شد.